# Electric Youth
Electric Youth est un duo canadien de synthpop originaire de Toronto, Ontario et composé de Bronwyn Griffin (chant, auteur-compositeur) et Austin Garrick (en) (producteur, auteur-compositeur, synthétiseur, batterie). 

## Carrière
Garrick et Griffin se fréquentent depuis le lycée,. Leur succès est la chanson A Real Hero, créée en association avec College, qui a notamment fait partie de la bande originale du film Drive,. La chanson a été écrite par Garrick en partie au sujet de Chesley Sullenberger et de l'atterrissage forcé du vol US Airways 1549,. La chanson est nommée pour un MTV Movie Award en 2012 dans la catégorie "Best Music". 
Le magazine Spin nomme A Real Hero l'une des 20 meilleures chansons de 2011. 
Contrairement à ce qui est parfois pensé, le groupe ne s'est pas nommé d'après Electric Youth (album) (en), un album de Debbie Gibson. 
Austin Garrick parle au magazine Rolling Stone du son du groupe en ces termes :  

« L'idée de recréer le passé avec de la musique ne nous intéresse pas, c'est probablement la plus grande erreur d'appréciation de certains au sujet de notre musique et de ce que nous sommes. La réalité est que nous sommes beaucoup plus intéressés par la création de choses pour le futur que par le passé. Nous sommes des gens nostalgiques, non pas dans le sens où nous aspirons à un temps différent, parce que nous aimons le présent, mais comment ne pas nous rappeler du passé quand, chaque jour, nous voyons une personne avec laquelle on est amoureux depuis le lycée ? »

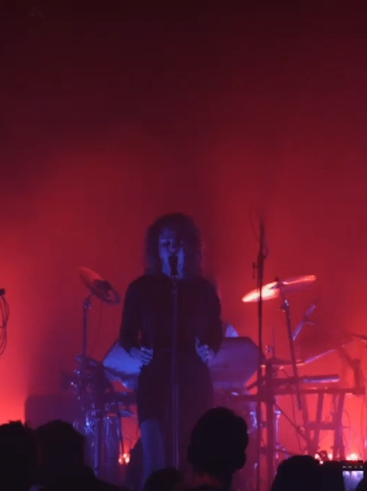
Austin Garrick en live en 2014.

Fin 2013, Electric Youth signe avec Last Gang Records (en) et Secretly Canadian,. 
Le 30 septembre 2014, le groupe sort son premier album Innerworld (en) via Last Gang Records au Canada et Secretly Canadian dans le reste du monde, faisant ses débuts à la 13e place du classement Billboard Top Dance Electronic Albums (en)
"Innerworld" est produit par Electric Youth mais Vince Clarke (Erasure/Yazoo/Depeche Mode) et Peter Mayes (en) (PNAU/Empire of the Sun) ont également contribué à celui-ci. L'album inclut des pistes précédemment diffusées comme "The Best Thing" et "A Real Hero". Il reçoit des critiques positives de la part de NME et NPR First Listen.  
Rolling Stone positionne Electric Youth dans sa liste Ten Artists You Need To Know in 2014.
Electric Youth effectue sa première tournée à travers les États-Unis et le Canada fin 2014. 
En 2019, Electric Youth sort son deuxième album studio «Memory Emotion», recevant une nomination aux prix Juno dans la catégorie Juno Award for Electronic Album of the Year (en).

## Discographie
- Innerworld (en) (2014) (Secretly Canadian / Last Gang)
- Breathing (Original Motion Picture Soundtrack from a Lost Film) (2017) (Milan)[20]
- Memory Emotion (2019) (Watts Arcade Inc./Last Gang)
- Come True (Original Motion Picture Soundtrack) (2021) (Sony Music)

Singles / EP
- Runaway (2014) (Secretly Canadian / Last Gang)
- A Real Hero feat. College (2012) (Watts Arcade)
- Right Back to You (2011) (Watts Arcade)